# Laicidad

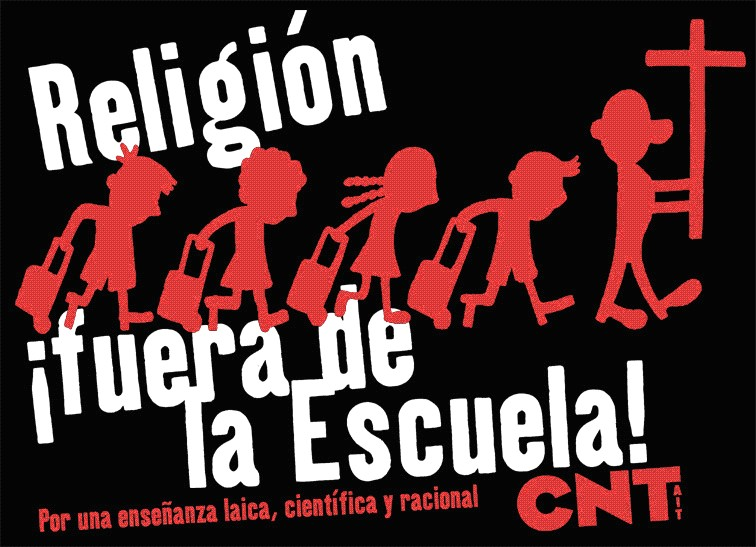
Cartel del sindicato español CNT en el que defiende una enseñanza laica, científica y racional

La laicidad alude a la condición de la defensa y el ejercicio de los principios del laicismo, que fundamentalmente es la separación entre las sociedades civil y religiosa.
El significado preciso del término laicidad es objeto de debate, pues si para algunos significa mutuo respeto entre Iglesia y Estado fundamentado en la autonomía de cada parte, para otros se insiste en la no inclusión de la influencia religiosa en la vida social; para otros se trata de una modalidad o de un sinónimo de laicismo. Es una palabra con fuertes implicaciones en los ámbitos filosófico, político, social y religioso.
El término «laicidad» es de reciente incorporación al Diccionario de la Real Academia Española. Hasta la 23.ª edición del diccionario, de 2013, recogía «laico» y «laicismo», pero no «laicidad».

## Laicidad y laicismo
Está en discusión una distinción terminológica entre «laicidad» y «laicismo», en la cual hay dos enfoques principales:
- Principalmente desde sectores cristianos se defiende la distinción terminológica. Afirman que no puede haber una neutralidad en el sentido de exclusión del aspecto religioso en la vida pública y social, al considerarlo parte constitutiva de los derechos sociales de la persona. De ahí que califiquen la palabra «laicismo», utilizada en el sentido de oposición a la influencia religiosa en la vida pública (sobre todo tal como está presente en la cultura francesa), de «negativo», en ocasiones de «radical» y en algún caso de «forma encubierta de ateísmo de Estado». En el mismo sentido hablan de «ofensiva laicista». Frente al laicismo, pues, defienden el uso del término «laicidad», al que atribuyen un componente de secularidad (presencia en el mundo) y al mismo tiempo de respeto a la libertad religiosa. Defienden asimismo la «laicidad positiva», que sería una forma de secularismo que incluye ayudas estatales a las principales organizaciones religiosas del país.[6]
- Desde sectores laicistas se defiende la estricta neutralidad del Estado en materia religiosa y se considera que los términos «laicismo» y «laicidad» son sinónimos o que se refieren a lo mismo (siendo «laicidad» el carácter de laico y «laicismo» aquello que es favorable a lo laico). Critican asimismo el concepto de «laicidad positiva» (al que consideran como una forma de «clericalismo encubierto») por considerar que rompe esa neutralidad.

El papa Pío XII abrió el debate terminológico en un discurso pronunciado el 23 de marzo de 1958 en el que argumentó cómo pertenece a la tradición católica la idea de una «sana laicidad», entendida como «el esfuerzo continuo para tener separados y al mismo tiempo unidos los dos Poderes» (político y religioso), en el respeto que merece la distinción entre Dios y el César.

### A favor de la distinción terminológica
Gregorio Peces-Barba Martínez, uno de los «padres» de la Constitución española, apoya la distinción terminológica en un artículo sobre «Laicidad y laicismo»: «A la ignorancia en muchos casos y a la manipulación, en otros, obedece la confusión sobre la necesaria distinción entre ambos términos que se plantea en uno de los procesos históricos más relevantes que es el de la secularización». Para Peces-Barba el término «laicismo» refleja una actitud enfrentada y beligerante.
En el citado artículo Peces-Barba habla del origen religioso de la palabra secularización, cuando se rompió esa unidad religiosa o control de la Iglesia sobre actividades que ahora se van reafirmando como seculares; y lo bien que acogió este proceso moderno tanto las iglesias protestantes como las iglesias francesa y alemana católicas, en contraste con la oposición de los documentos magisteriales católicos del siglo XIX (prácticamente, hasta el Concilio Vaticano II ha habido esta divergencia). Ese proceso tiene un momento álgido en la Ilustración, con una libertad de pensamiento, de «luces» propias, que va configurando unas constituciones democráticas en los Estados modernos, donde se va plasmando esa separación Iglesia-Estado. Esta opinión aboga porque este proceso tiene su  «dimensión político-jurídica, la laicidad», que es fundamento de respeto de ese orden conseguido, al que se quiere atacar desde distintos frentes.

#### Sentido «positivo» de laicidad
Para sectores cristianos, la laicidad supone superar las tensiones históricas entre poder civil y poder religioso, es decir, no subyugar un aspecto al otro, pues las áreas civiles y religiosas pertenecen igualmente a la persona en su carácter público.
Así, quedaría superada toda forma de cesaropapismo (es responder a la frase evangélica de "dar al César lo que es del César y a Dios lo que es de Dios") y también se daría una respuesta por parte de la Iglesia a la autonomía de la esfera civil, y de los laicos, en el orden político y social. Para los creyentes, en pocas palabras, se trataría de sustituir el sueño de la "teocracia" (gobierno con "censura" religiosa) a una aspiración de "teocentrismo": uno, libremente, puede albergar la luz de Dios en su interior, y con ella iluminar a su alrededor, sabiendo que la propia libertad acaba donde comienza la libertad de los demás.

#### Sentido «negativo» de laicidad
Una crítica que se hace desde sectores cristianos al ateísmo poscristiano consiste en que, así como puede aparecer una forma de "creer sin pensar": la sistemas teocráticos, que no reconoce la dignidad de la persona, sino sólo leyes positivas reveladas (escuchar una voz divina que puede llevar a la guerra santa, o proscribir la homosexualidad sobre la base de la interpretación de un texto sagrado), también puede verse la opinión del "pensar sin creer".
La aparición de la sociedad "laica" crea un diálogo sobre la "racionalidad" de las cosas (el polémico discurso de Ratzinger en Ratisbona).

### En contra de la distinción terminológica
Algunos no ven la necesidad del término «laicidad», o se oponen a una distinción entre «laicidad» y «laicismo» por considerarla interesada.
El filósofo Fernando Savater defiende que «[l]a laicidad (que en buen castellano se llama laicismo) no necesita apellidos que la desvirtúen: "laicidad positiva" pertenece a la misma escuela que "sindicatos verticales" o "democracia orgánica"», y cita la opinión del profesor Jean Baubérot según la cual el concepto de «laicidad positiva» no es sino una forma de clericalismo, confesional pero no confeso. Savater argumenta que discusiones como la que rodea a los términos «aconfesionalidad», «laicidad» y «laicismo» son interesadas y utilitaristas - la gente utiliza uno u otro término sobre la base de lo que le interesa sacar de ahí.
Para Carlos René Ibacache, miembro de la Academia Chilena de la Lengua, «El laicismo no es opuesto ni contrario, ni hostil, ni indiferente; no es ateo, ni teista, ni deista, ni panteista ni agnóstico. El laicismo estima que el problema de la divinidad, fundamento de las religiones, debe resolverlo cada persona y debe ser respetado ante cualquier conclusión». Centra su exposición en el aspecto objetivo de las cosas, no la perspectiva subjetiva: «El que Dios exista no depende de que algunos crean o no en Él». Después sigue expresando: «El Estado y la Iglesia son entidades separadas por la diferencia de sus tareas. El Estado debe garantizar, mediante su ordenamiento jurídico, la convivencia pacífica entre los ciudadanos. Puesto que el Estado es laico y no confesional, su norma no debe coincidir con los conceptos específicos de ninguna religión».

## Desarrollo histórico de la laicidad
Es un término complejo, que fácilmente se puede asimilar a otros como laicismo por unos, y por otros, como se ha dicho, significar una emancipación de la libertad religiosa con respecto al poder civil; hay múltiples formas de entender el término, y por eso es bueno considerar su génesis histórica. Laico es, en una primera acepción, aquel o aquello que no es clero ni estado religioso. En cierta forma, durante los siglos medievales surge en el término un sentido de oposición a este estado religioso, y que posteriormente tomaría el sentido moderno de separar religión y Estado y llevar la religión al ámbito personal.
En estos años primeros del siglo XXI existe un debate acerca del papel (público o privado) de la religión, y en el cual se ha focalizado la atención en la manifestación pública de los símbolos religiosos, tanto el velo de las mujeres musulmanas como el crucifijo en los lugares públicos.
En los países latinos puede tener la palabra laico la connotación de "no religioso", "a-religioso", como es el caso de la política italiana y así el política laica tiene según esa visión un modo de concebir la ética o moral, y las diversas formas de pensamiento. Algunas voces han denunciado esa connotación.